# Сандарак
Сандарак, или сандарака (на гръцки sandarake), е ароматическа смола, изтичаща от Tetraclinis articulata – вид хвойново дърво, растящо главно в Алжир, Мароко и Испания. Сандаракът се разтопява се при 135°, размеква се при 100°; частично растворим в хлороформ, разтваря се напълно в спирт и ацетон, нерастворим е в бензин. В древен Египет е бил употребляван при балсамиране на трупове. Употребява се за кадене и покривни лакове в живописта. Споменава се и в българските ерминии.